# アンバー・リン
アンバー・リン（英: Amber Lynn、1963年9月3日 - ）は、アメリカ合衆国のポルノ女優・エキゾチックダンサー。

## 初期の経歴
南カリフォルニアで生まれ育った。十代の時、ロサンゼルスのナイトクラブに入り浸り、そこでアルシア・フリント（ハスラー誌の出版者、ラリー・フリントの妻）に出会った。程なく、リンはペントハウスのような他の「男性誌」と同様にハスラー誌でモデルとなっていた。彼女の友人、ジンジャー・リンと同じように、彼女も1983年にポルノ映画業界に入った 。この2人の友人達は、ポルシェ・リンと共に「3人のリン」として知られ、1980年代で最も成功した女性ポルノスターの一人となった。
リンのスクリーン上での性的な売り物は、主に膣での性交とオーラルセックス、レズビアンシーンだった。彼女はいくつかの映画で例外的に巨大な陰茎を持つ男優と主演し、二、三の膣への2本同時挿入シーンを演じた。彼女は初期には、アナルセックスを行わなかった。彼女の兄（ポルノ男優のバック・アダムス）がポルノ業界入りし、当初二人は兄妹である事実を隠していたが、彼らが一緒のシーンを撮るスケジュールが組まれた時点で、告白した。

## 引退
1986年のトレイシー・ローズ未成年ポルノ出演スキャンダルには直接影響を受けなかったが、このエピソードは業界に対する信頼をぐらつかせた。また、友人のシャナ・グラントの1984年の自殺にもひどく傷つき、ポルノ映画を引退した。
カナダでポルノ映画女優のトレイシー・アダムスと共に自ら踊り、演じ始めた。そしてレズビアンの関係に熱中した。自分が映画製作より「生の出し物」を好んでいる事を確信した。
しかし数年後にはダンス巡業でのポルノスターの数は激増し、結果、各々の出演料は減る事となった。ロサンゼルスへ戻り、雑誌モデルの仕事を再開した。

## ポルノへの復帰
彼女は1990年代半ばにポルノ映画に戻ったが、彼女の初期の頃の成功のレベルには帰り着くことができなかった。彼女の役のいくつかは、レズビアンのシーンか、セックスのない部分だった。1999年までの薬物濫用とアルコール中毒との闘いは、彼女の私生活と仕事にかなりの打撃を与えた。彼女とアダムスは彼女達の長期の関係を終え、リンは自分自身をきれいにするために再び業界から身を引いた。
リンは初期のポルノ歴の時には、豊胸手術を控えていた。しかし、1990年代にポルノに戻る頃には、彼女のBカップの胸は少なくともDDにまで豊胸されていた。
彼女の二度目の引退のすぐ後、伝えられるところでは経済的な理由から、再び映画を製作し始めた。これらの映画のいくつかにおいて、彼女はかつて拒否していた、異人種間のアナルセックスや過激なレズビアンのボンデージ（スパンキングや強姦を含む）シーンを以前より激しく演じている。
彼女は時折まだ映画に出演している。しかし、彼女の参加は通常1つのセックスシーンに限られている。
彼女は、Naughty Americaの『My Friend's Hot Mom』や『My First Sex Teacher』で（他のMILF映画と同様に）仕事をした。

## テレビゲスト出演
- The Man Show – 「催眠術師」 (エピソード2.20）2001年2月4日
- Frontline – 「ポルノ女王の死」1987年6月

## 受賞
- 1987 XRCO 最優秀助演女優賞 『Taboo 5』[4]
- AVN殿堂顕彰[5]
- 1996 XRCO殿堂顕彰[6]